# Dalton Highway
Pour les articles homonymes, voir Dalton et Dalton Trail.

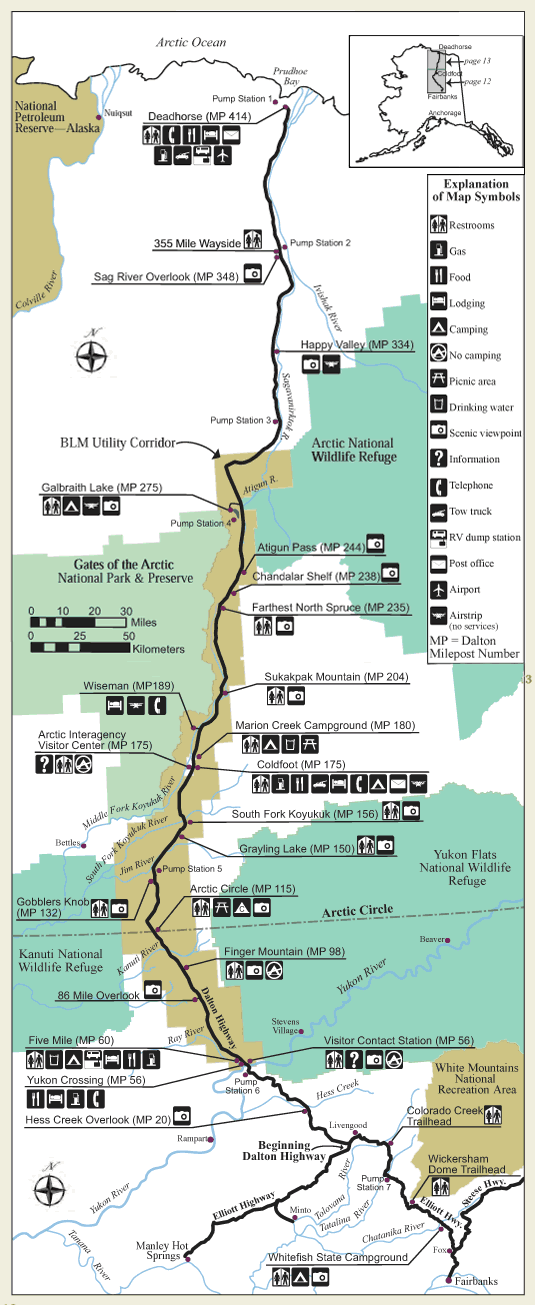
Plan de l'autoroute

La James W. Dalton Highway, plus couramment nommée Dalton Highway (Alaska Route 11) est une piste de 666 kilomètres (414 mi) qui traverse le nord de l'Alaska. Elle débute près de Livengood et se termine à Deadhorse près de l'océan Arctique.

## Histoire
Elle a été construite comme une route d'approvisionnement pour l'oléoduc trans-Alaska en 1974. Elle porte le nom de James Dalton, un ingénieur qui a supervisé la construction de la ligne DEW en Alaska et, à titre d'expert en ingénierie dans l'Arctique, a servi comme consultant dans la prospection pétrolière dans le nord de l'État.
La route est parallèle à l'oléoduc trans-Alaska, c'est une des routes les plus isolées des États-Unis. Elle ne traverse que trois lieux habités : Coldfoot (10 habitants en 2010), Wiseman (14 habitants en 2010) et Deadhorse (25 résidents permanents, mais de nombreux travailleurs saisonniers). Plusieurs hébergements sont possibles : Coldfoot, Wideman (peu de places) et Deadhorse (deux motels en 2014). L'engouement des motards pour cette traversée dans la période estivale a contribué au développement de ces hébergements. Seuls existent trois postes de ravitaillement en carburant ; un à la traversée du Yukon, un à Coldfoot et un à Deadhorse (387 kilomètres ou 240 miles entre ces deux postes). 
La majeure partie de la route est simplement couverte de gravier, voire uniquement de terre tassée se transformant en boue à la moindre pluie. Elle est en outre infestée de nids de poules. Pour des petits véhicules ou des motos, la circulation présente des risques certains, et il est vivement conseillé à toute personne se lançant dans le voyage vers Deadhorse d’être bien équipé, rouler toujours phares allumés et de se munir de matériel de survie. Rouler la nuit (donc en hiver) est totalement suicidaire. Les deux seuls postes de secours sont à Fairbanks et Deadhorse. La route atteint sa plus haute altitude dans la chaîne Brooks, au col d'Atigun (1 444 m). En certains endroits la déclivité atteint 12 %.
En juillet 2013, 175 kilomètres (109 miles) de la route sont goudronnés, ce en plusieurs sections entre les kilométrages suivants : 30 et 39, 60 et 80, 146 et 179, 182 et 318, 414 et 420, 554 et 566, et  573 et 581. En 2014, d’importants travaux de terrassements sont toujours en cours.
Malgré son isolement, la Dalton Highway est un point de passage important pour les poids-lourds : 160 par jour en été et 250 en hiver. Au-delà de Deadhorse, seuls les véhicules autorisés peuvent aller jusqu'à l'océan arctique.
Cette route est utilisée même en période hivernale et sert à ravitailler les stations de forage situées après Deadhorse ; pour y accéder il faut passer par une portion de route d'environ 40 kilomètres (25 mi) qui n'est autre qu'une route de glace saisonnière située sur l'océan Arctique.
Google Street View a réalisé la quasi-totalité de la couverture de la route qui peut maintenant être consultée sur Google Maps (la documentation imagée s'arrête au portail du champ pétrolifère de Prudhoe Bay). C'est l'une des routes les plus boréales de Google Street View en Amérique du Nord.
De récents débordements de la rivière Sagavanirktok, ajoutés à la fonte de la rivière de glace toute proche, fonte imputable au réchauffement climatique, ont obligé les autorités à fermer la route pendant plusieurs semaines et à engager des travaux de plusieurs millions de dollars.

## Voir aussi

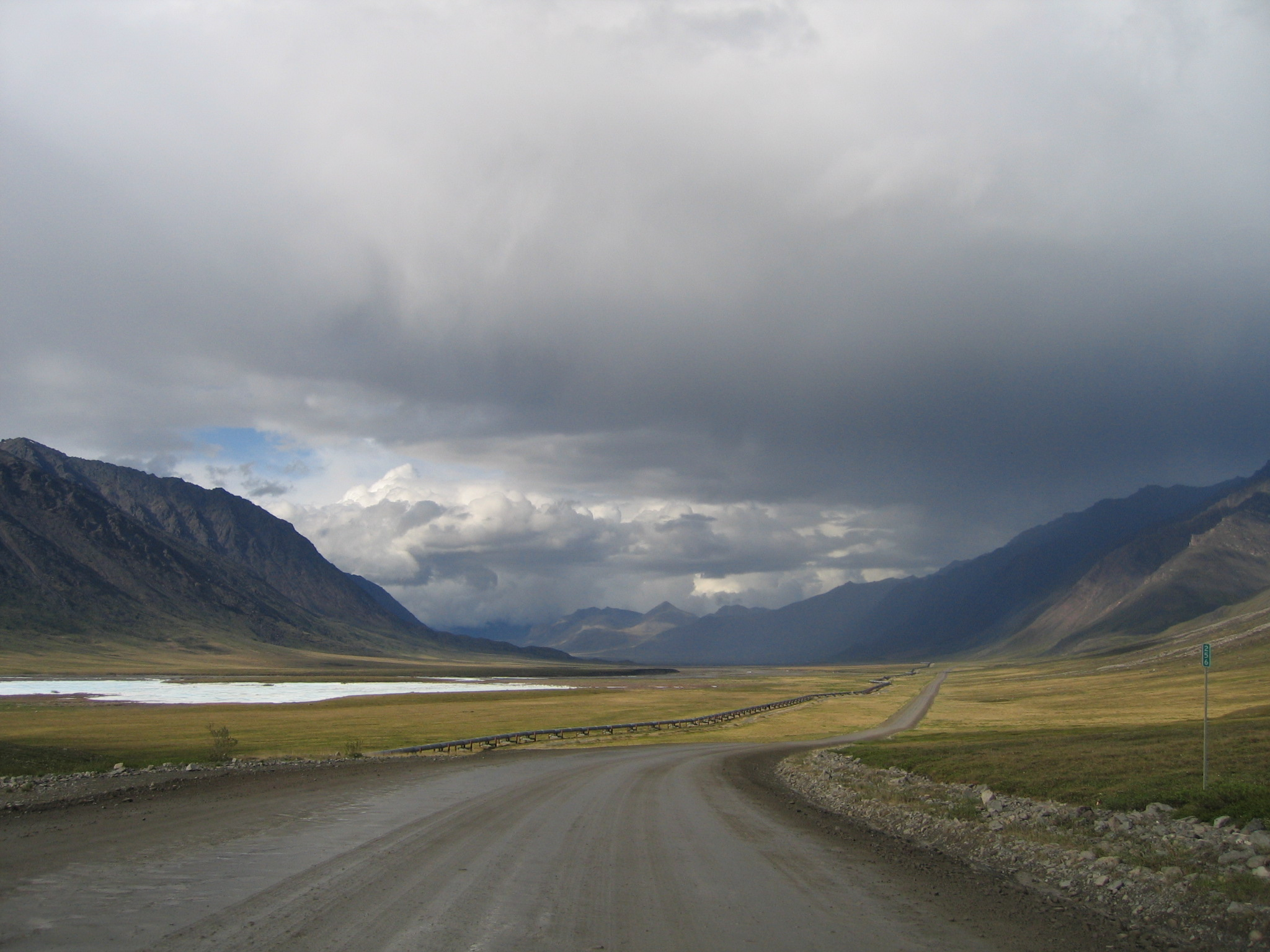
Dalton Highway avec la Brooks Range
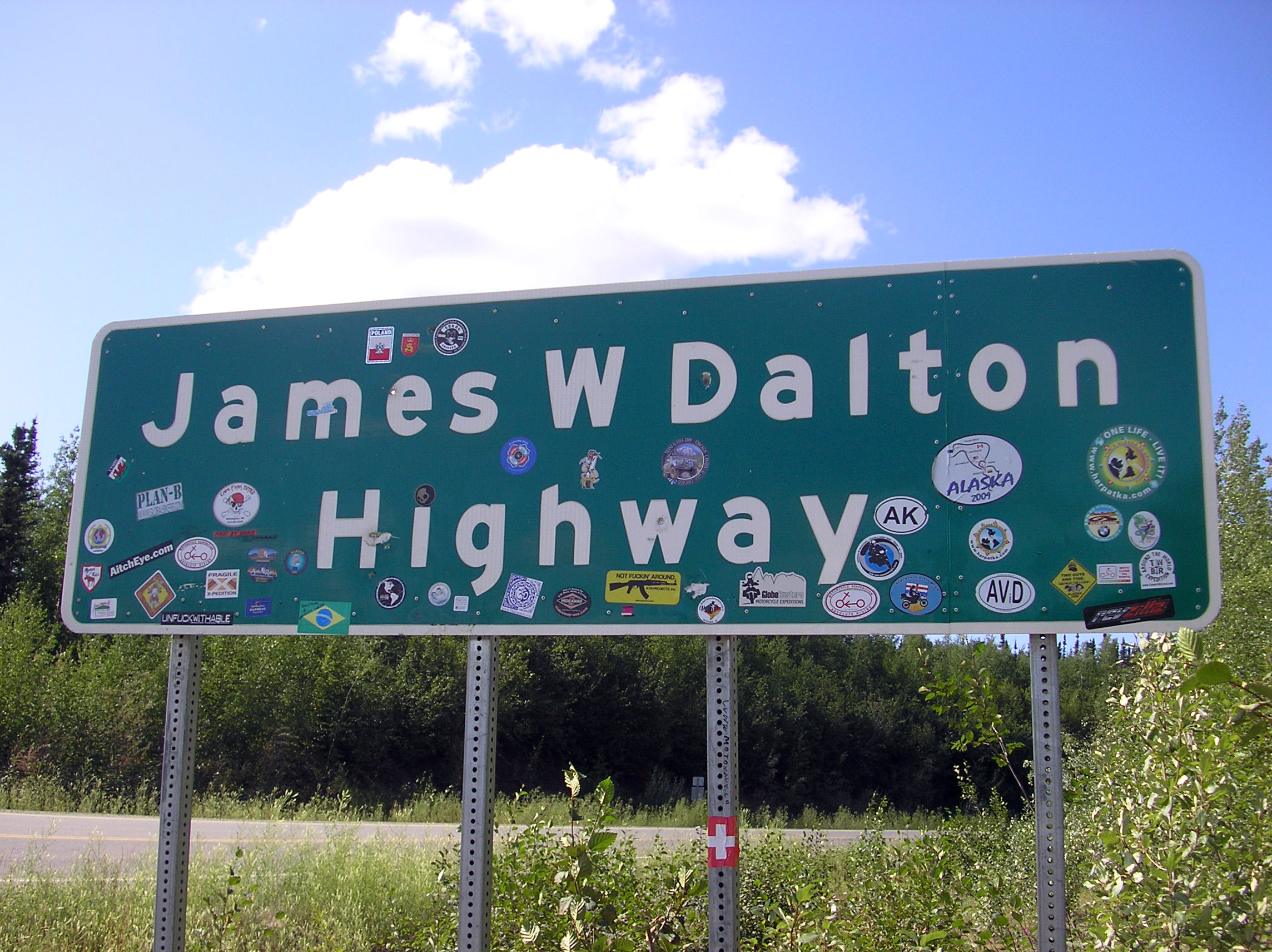
Signalisation de la Dalton Highway
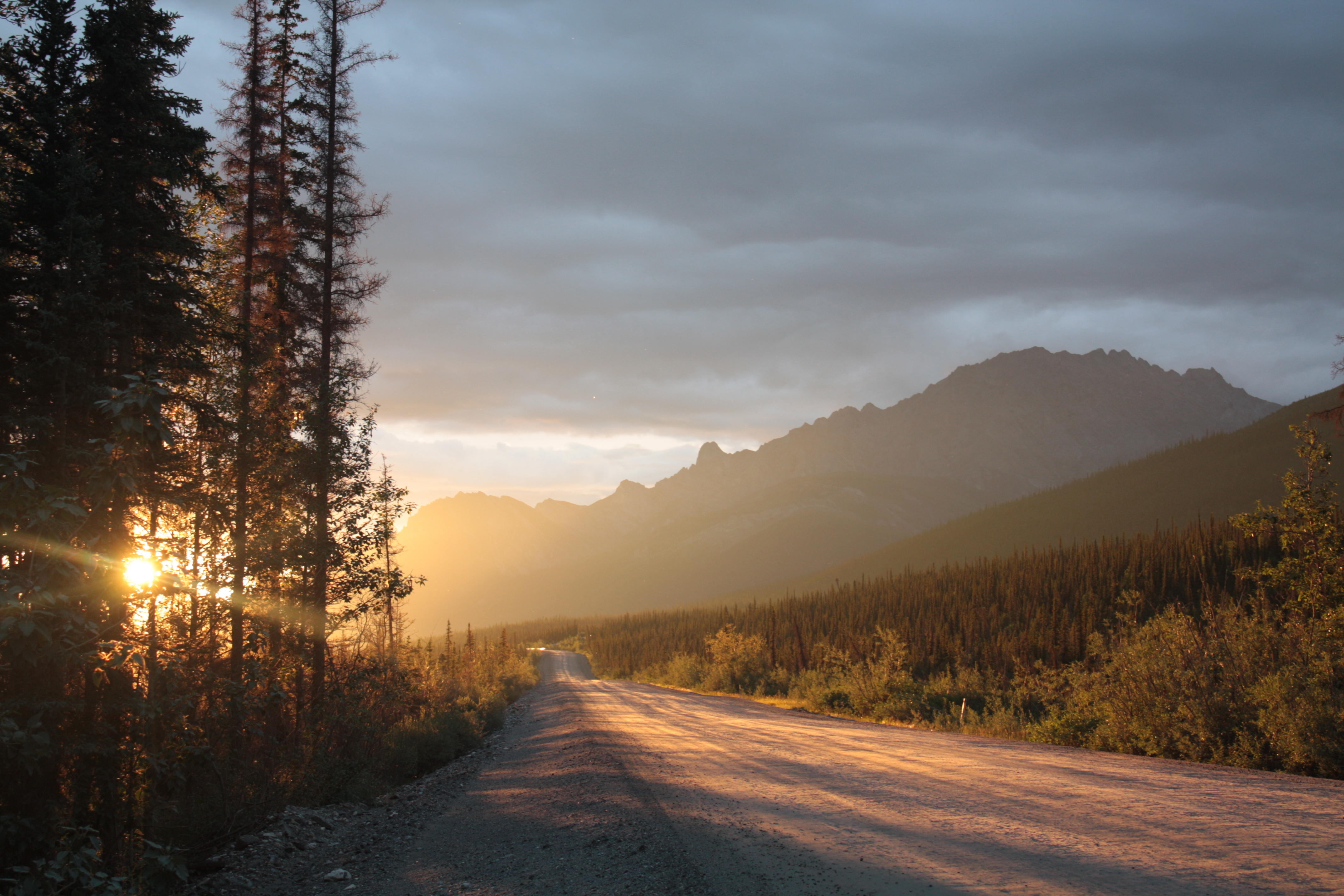
Lever du soleil sur la Dalton Highway

## Localités traversées
- Coldfoot, au kilomètre 292
- Wiseman, au kilomètre 304
- Deadhorse, au kilomètre 666